# Graphosia pachygramma
Graphosia pachygramma är en fjärilsart som beskrevs av George Francis Hampson 1914. Graphosia pachygramma ingår i släktet Graphosia och familjen björnspinnare. Inga underarter finns listade i Catalogue of Life.